# Casa do Cabo
A Casa do Cabo é uma edificação do Século XVII, situada na Rua do Cabo à entrada norte de Cernache, na cidade de Coimbra, em Portugal. Desde princípios do século XVII, é o solar da família Fonseca Lemos, de Cernache.

## História
Na primeira metade do século XVII, pertenceu a Manuel da Fonseca e Lemos, que se casou com Maria da Cruz. Descendentes seus, atualmente na 12ª geração, habitam ainda hoje esta casa.

De fachada simples, voltada a poente para a Rua do Cabo, o seu principal centro de vida desenrolava-se, contudo, a nascente, virado para a extensa propriedade que na época existia. Esta viria, porém, a ser cortada pela construção da estrada nacional, atualmente IC2, que destruiu a contiguidade da propriedade e a anterior beleza do conjunto. Salvou-se parte dos antigos jardins de buxo, ainda do século XVIII, que os proprietários atuais mantêm.

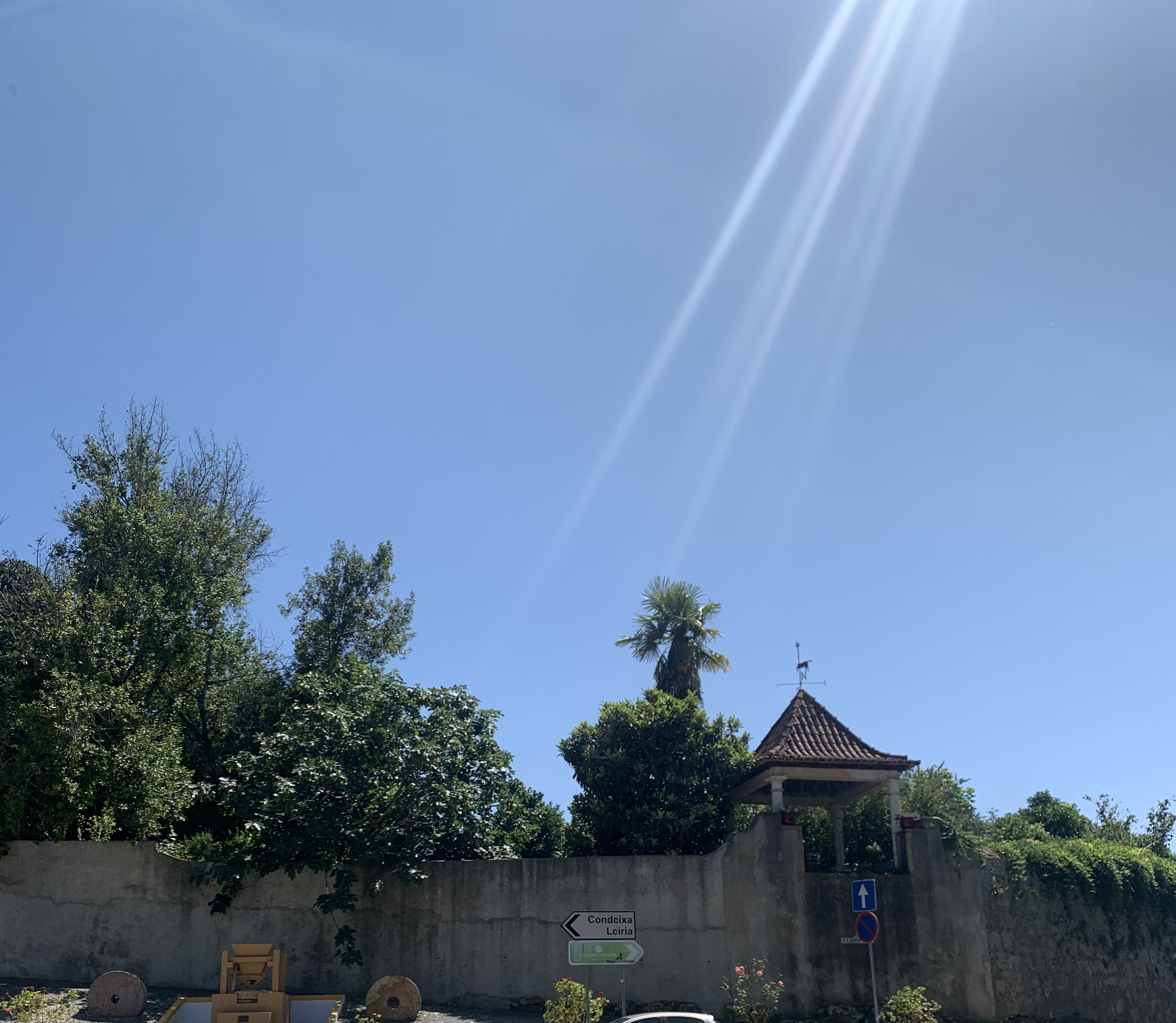